# Franz Fuhrmann (Chemiker)
Franz Alois Gottfried Fuhrmann (* 7. Mai 1877 in Birkfeld; † 26. Oktober 1957 in Graz) war ein österreichischer Chemiker, Bakteriologe und Mykologe.

## Leben und Wirken
Franz Fuhrmann war der Sohn des k.k. Notars Franz Fuhrmann aus Birkfeld und der Aloisia Hart. Fuhrmann war begeisterter Rad-, Motor- und Autofahrer und nahm an Rennen auch als Zeitnehmer teil. Er war Vorstandsmitglied im Steirischen Automobilclub und Mitglied im Klub der Amateurphotographen in Graz (1898‐1948). Fuhrmann lebte in Graz Waltendorf und wurde 1913 und 1914 in den Gemeinderat gewählt. Bereits im WK I. setzte er Röntgenaufnahmen in dem im Hallerschloss in Graz eingerichteten Rotkreuz-Vereins-Reservespital, insbesondere zur besseren Diagnose von Kriegsverletzungen ein. Auch war er Gründungsmitglied und Präsident des Zweigvereines Ruckerlberg-Waltendorf vom „Roten Kreuze“ und erhielt 1915 vom Roten Kreuz für seine Tätigkeit das Ehrenzeichen Zweiter Klasse mit der Kriegsdekoration. Neben seinen beruflichen Schwerpunkten hat er sich mit einer Vielzahl von technischen Neuerungen befasst, wie etwa mit der Radioforschung und Technik des Rundfunks. Er war zwei Mal verheiratet. Der ersten Ehe entstammte ein Sohn Erich.
Von 1895 bis 1900 studierte Fuhrmann an der Medizinischen Fakultät der Universität Graz und wurde dort am 21. Juni 1904 zum Dr. phil. promoviert. Im Jahr 1905 erfolgte seine Habilitation an der Technischen Hochschule Graz für Technische Mykologie. Ab 1906 war er als Assistent an der Lehrkanzel für Botanik und Warenkunde tätig. Im darauffolgenden Jahr, 1907, erfolgte seine Habilitation an der philosophischen Fakultät der Karl-Franzens Universität für Bakteriologie sowie seine Tätigkeit als Privatdozent für Bakteriologie an der Universität Graz. Fuhrmann habilitierte sich im Jahr 1909 an der Technischen Hochschule in Graz für Praktische Photografie. In diesem Jahr erhielt er auch einen Lehrauftrag für Technische Mykologie und Chemie der Nahrungs- und Genussmittel an der Technischen Hochschule Graz.
Am 29. Mai 1913 erfolgte seine Ernennung zum a.o. Prof. für Technische Mykologie, Chemie der Nahrungs- und Genussmittel sowie für Photographie an der Technischen Hochschule Graz. Im Jahr 1922 wurde Fuhrmann zum ordentlichen Professor bestellt. Infolgedessen wurde auch sein Wirkungskreis auf die technologische Untersuchung der Nutz-, Trink- und Abwässer erweitert. Am 5. November 1929 fand die Inauguration von Fuhrmann  als Rektor der Technischen Hochschule Graz statt. Daraufhin war er vom 1. Oktober 1929 bis 30. September 1930 Rektor der Technischen Hochschule Graz.

## Schriften (Auswahl)
- Vorlesungen über Bakterienenzyme. Jena: Fischer, 1907
- Leitfaden der Mikrofotografie in der Mykologie. Jena: Fischer, 1909
- Der Öldruck, Verlag Wilhelm Knapp, Halle a. S., 1910
- Vorlesungen über technische Mykologie. Jena: G. Fischer, 1913
- Einführung in die Grundlagen der technischen Mykologie. 2. Aufl. Jena: G. Fischer, 1926
- Elektrometrisch, pH-Messung mit kleinen Lösungsmengen. Wien: J. Springer, 1941